# Allum Green
Allum Green – osada w Anglii, w hrabstwie Hampshire. Leży 28 km na południowy zachód od miasta Winchester i 126 km na południowy zachód od Londynu.